# لین وود (واشینگتن)
لین وود (به انگلیسی: Lynnwood) شهری در شهرستان اسنوهومیش ایالت واشنگتن است که در سرشماری سال ۲۰۱۰ میلادی، ۳۵۸۳۶ نفر جمعیت داشته است.